# Havetoftloit
Havetoftloit (dänisch: Havetoftløjt) ist ein Dorf und seit dem 1. März 2013 ein Ortsteil der Gemeinde Mittelangeln im Kreis Schleswig-Flensburg in Schleswig-Holstein.

## Geographie

### Geographische Lage
Der Ortsteil Havetoftloit erstreckt sich südwestlich vom gemeindlichen Hauptort Satrup in der südschleswigschen Landschaft Angeln (naturräumliche Haupteinheit Nr. 700). Die gleichnamige Dorflage liegt westlich vom Hechtmoor, einem Hochmoor, das jahrhundertelang für den Torfabbau wirtschaftlich genutzt wurde und seit 1941 Naturschutzgebiet ist. Die Wasserscheide zwischen Nord- und Ostsee verläuft im vormaligen Gemeindegebiet.

### Gemeindegliederung
Torsballig (Torsballe), Dammholm (Damholm), Wester-Bunsbüll (Vester Bondsbøl), Oster-Bunsbüll (Øster Bondsbøl), Loitwesterfeld (Løjt Vestermark), Kollehav (Kalleshave), Loitmühle, Osterholz, Norderholz, Loitosterfeld (Løjt Østermark), Hüholz (Hyholt), Waldhorn, Tordschell (Torskjeld) und Schwienholm (Svinholm) liegen im ehemaligen Gemeindegebiet.

## Geschichte
Über die Geschichte von Havetoftloit gibt es nur wenige Unterlagen, es wird jedoch davon ausgegangen, dass der Ort um 1231 von freien Bauern bewohnt war. Der Ortsname stammt wohl aus der dänischen Sprache, die Bedeutung ist jedoch umstritten. 1407 wurde der Ort als Loyth oder Lüche erstmals erwähnt.
Vom 15. Juli 1904 bis zum 11. April 1965 hatte Havetoftloit einen Bahnanschluss an der Strecke Schleswig Altstadt – Satrup der Schleswiger Kreisbahn. Die Bahnstrecke verlief am östlichen Ortsrand in nord-südlicher Richtung. Der ehemalige Bahnhof befand sich am Ende einer Stichstraße der Uelsbyer Straße auf Höhe des heutigen Bürgerhauses Havetoftloit.
Im Jahr 1970 schlossen sich Dammholm (da: Damholm) und Havetoftloit zur neuen Gemeinde Havetoftloit zusammen. Am 1. Januar 1974 kam Torsballig (Torsballe) hinzu. Seit 2003 gibt es ein Gemeindewappen.
Zum 1. März 2013 schloss sich Havetoftloit mit den Nachbargemeinden Satrup und Rüde zur Gemeinde Mittelangeln zusammen. Letzter Bürgermeister war Jürgen Matzen (AWG).

## Wappen
Blasonierung: „In Gold ein blauer Zinnenflachsparren begleitet oben von einem liegenden roten Schwert, unten von zwei gekreuzten roten Torfspaten.“

## Wirtschaft und Verkehr
Der Ort ist überwiegend landwirtschaftlich geprägt.
In der Dorflage von Havetoftloit trifft die Kreisstraße 53 auf die Kreisstraße 34 von.

## Kirchengemeinde
Havetoftloit gehört mit Klappholz und Havetoft zur Kirchengemeinde Havetoft.